# Club van 100 (RVU)
Clubvan100.nl is een voormalige website en organisatie voor mensen die iets over hadden voor anderen of die een (sociale) vraag hadden. De site werd opgezet in 2004 door de Radio Volksuniversiteit (RVU).
Op de website konden zowel vragen als aanbiedingen (van hulp) vermeld worden en vond de computer mogelijk een match. Zowel vragen als aanbiedingen stonden in categorieën. Er was ook een uitgebreid forum en de mogelijkheid voor weblogs. De vragen en oplossingen konden aan bod komen op radio of tv bij de RVU.
Vanaf 2005 bood de RVU de televisieversie niet alleen op internet en televisie aan, maar ook als VODcast. Daarmee bood de RVU als eerste omroep een compleet programma aan buiten de zenders om.